# Pfarrkirche Kleinsölk

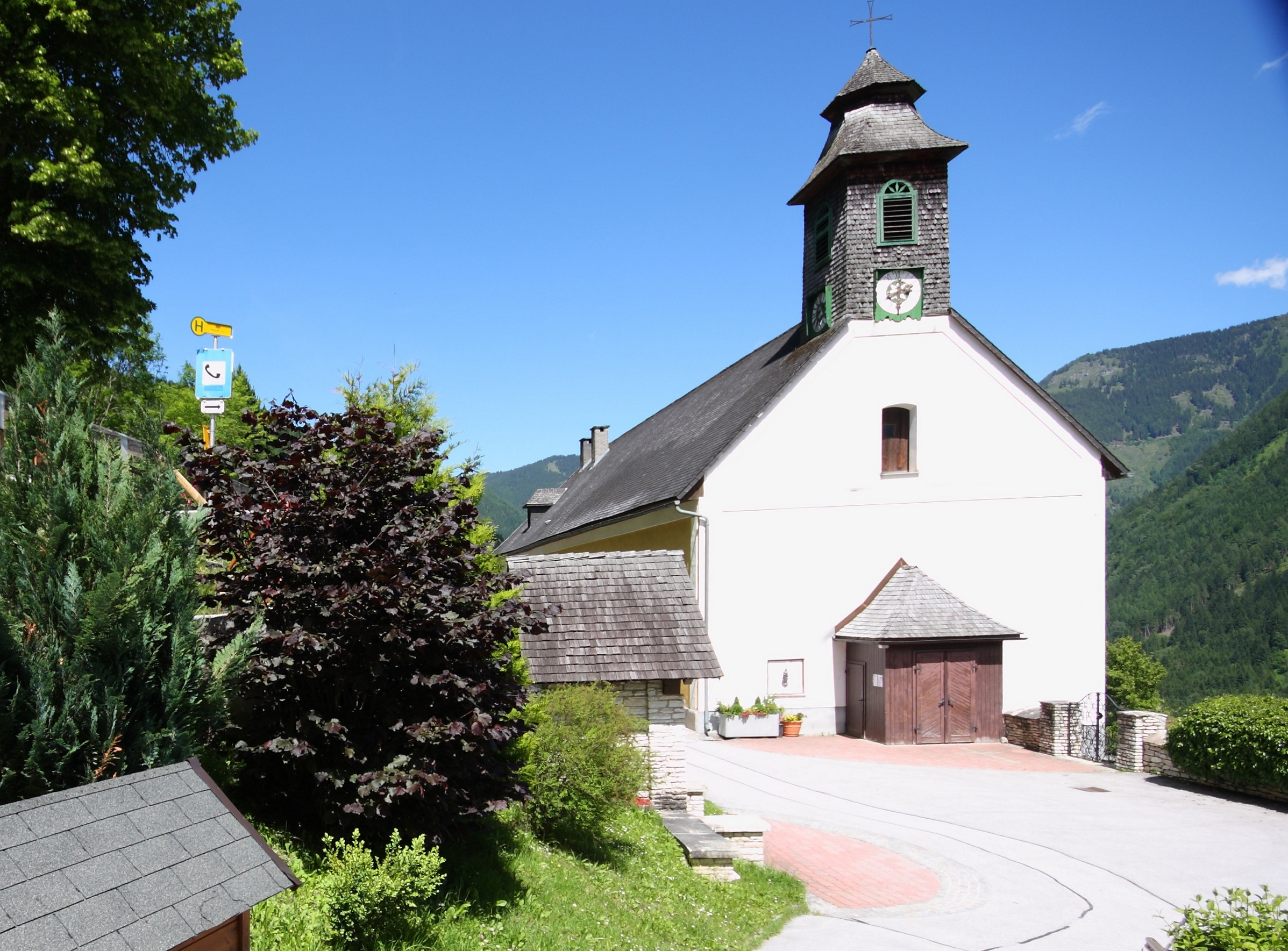
Katholische Pfarrkirche zur Kreuzerhöhung in Kleinsölk

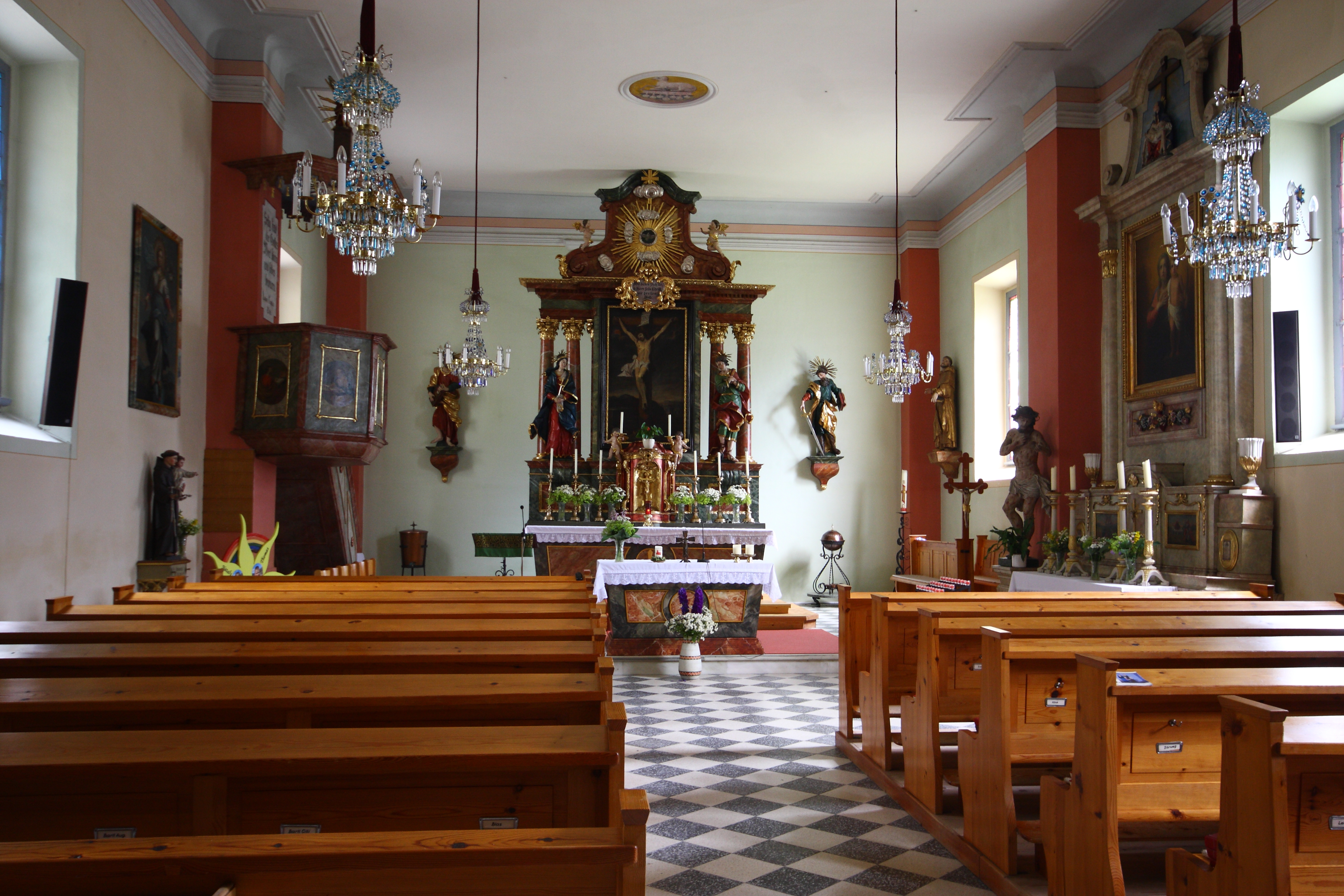
Langhaus, Blick zum Altarraum

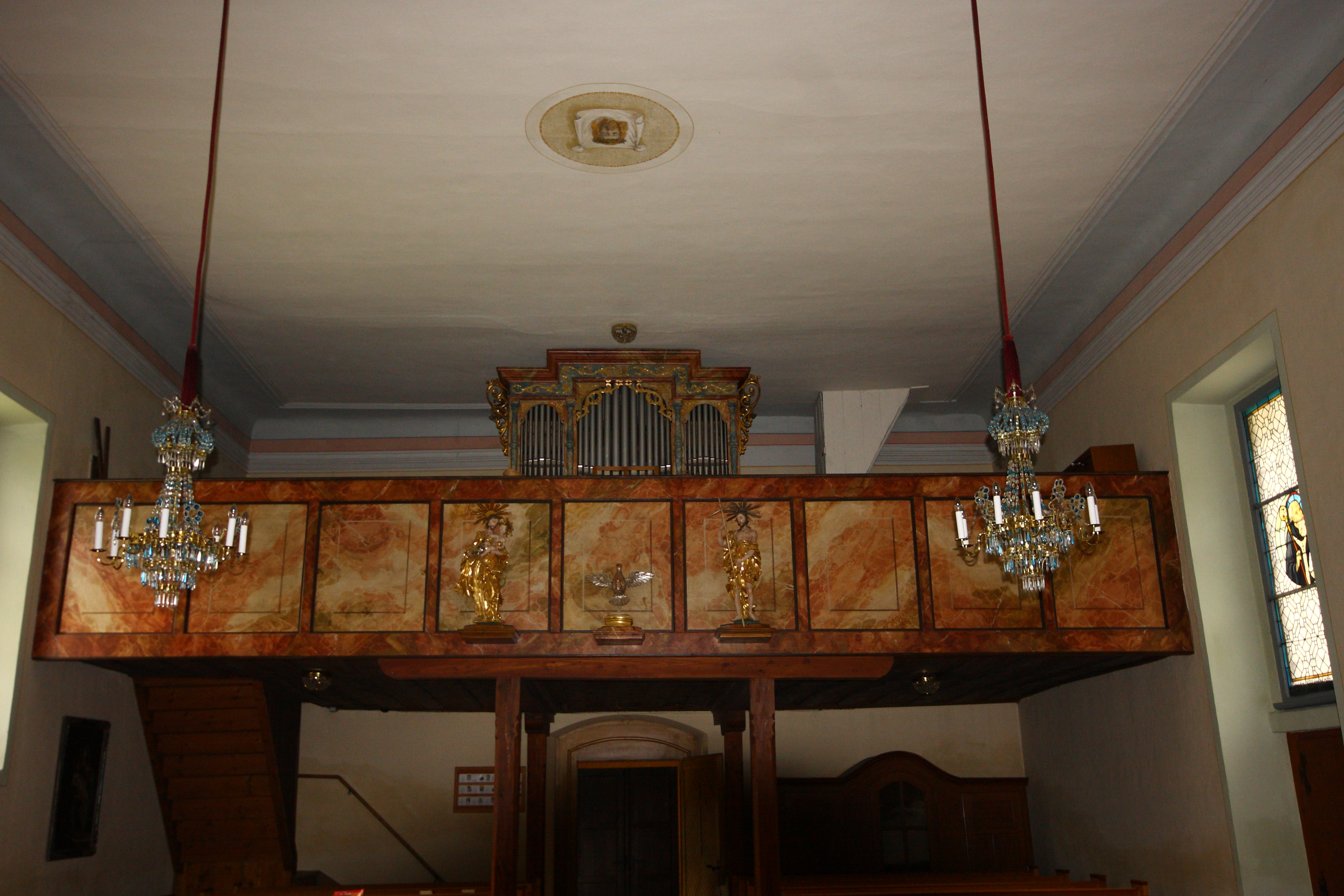
Langhaus, Blick zur Orgelempore

Die römisch-katholische Pfarrkirche Kleinsölk steht in der Ortschaft Kleinsölk in der Gemeinde Sölk im Bezirk Liezen in der Steiermark. Die dem Patrozinium Kreuzauffindung unterstellte Pfarrkirche, dem Stift Admont inkorporiert, gehört zur Region Ennstal und Ausseerland (Dekanat Oberes Ennstal – Steirisches Salzkammergut) in der Diözese Graz-Seckau. Die Kirche steht unter Denkmalschutz (Listeneintrag).

## Beschreibung
Eine Kirche wurde 1617 urkundlich genannt. Im Jahr 1795 mit der Erhebung zur Pfarre erfolgte ein Neubau der Kirche, wohl durch den Baumeister Matthäus Habacher. 
Der einfache Saalraum hat eine Flachdecke. 
Der Hochaltar und die Kanzel entstanden in der Bauzeit. Der Hochaltar trägt die Statuen Schmerzhafte Maria und Johannes von einer Kreuzgruppe von Balthasar Prandtstätter aus dem zweiten Viertel des 18. Jahrhunderts, die Statuen wurden aus der Pfarrkirche Haus im Ennstal hierher übertragen. Zwei Statuen zeigen den Heiligen Johannes der Täufer und Joseph mit dem Jesukind und sind ebenfalls von Prandtstätter.
An der Empore befinden sich zwei Gemälde Immaculata und hl. Joseph um 1700.